# Christian Parlati
Christian Parlati (Napoli, 23 gennaio 1998) è un judoka italiano.

## Biografia
Napoletano del quartiere Ponticelli, figlio del tecnico di judo Raffaele Parlati. Anche lo zio Massimo Parlati è allenatore di judo. È fratello del judoka Enrico Parlati. Gareggia per la Nippon di Ponticelli e per il Gruppo Sportivo Fiamme Oro.
Agli europei di Lisbona 2021 si è aggiudicato la medaglia di bronzo nella categoria 81 chilogrammi.
Ha rappresentato l'Italia ai Giochi olimpici estivi di Tokyo 2020, classificandosi al nono posto nel torneo degli 81 kg, eliminato al terzo turno dal giapponese Takanori Nagase. Nella gara a squadre miste è stato eliminato ai sedicesimi contro Israele, assieme ai compagni Nicholas Mungai, Odette Giuffrida, Fabio Basile, Maria Centracchio, Alice Bellandi e Maria Centracchio.
Ai mondiali di Tashkent 2022, sul tatami dell'Humo Ice Dome, ha vinto la medaglia d'argento nella categoria -90 kg, perdendo in finale contro il padrone di casa, l'uzbeko Davlat Bobonov. 
Ai III Giochi europei di Cracovia 2023 ha vinto il bronzo nella gara a squadre.
Ai mondiali di Abu Dhabi 2024 ha vinto il bronzo nella gara a squadre. Ha fatto la sua seconda apparizione olimpica a Parigi 2024, dove è stato eliminato ai sedecesimi del torneo dei 90 kg dallo statunitense John Jayne.
Agli Europei di Podgorica 2025 ha guadagnato l'oro nei 90 kg, superando in finale il francese Maxime-Gaël Ngayap Hambou. Ha inoltre ottenuto l'argento nella gara a squadre.

## Palmarès
- Mondiali

Tashkent 2022: argento nei 90 kg.
Abu Dhabi 2024: bronzo nella gara a squadre.
- Europei

Lisbona 2021: bronzo negli 81 kg.
Podgorica 2025: oro nei 90 kg, argento nella gara a squadre.
- Giochi europei

Cracovia 2023: bronzo nella gara a squadre.